# Seda (Vorname)
Seda ist ein türkischer weiblicher Vorname persischer Herkunft mit der Bedeutung „Stimme, Klang, Geräusch; Widerhall“, der als weiblicher Vorname auch im Armenischen relativ häufig vorkommt.

## Namensträgerinnen

### Weiblicher Vorname
- Seda Aznavour (* 1947), armenisch-französische Sängerin und Schauspielerin
- Seda Bakan (* 1985), türkische Schauspielerin
- Seda Başay-Yıldız, deutsche Juristin
- Seda Demir (* 1983), türkische Schauspielerin
- Seda Röder (* 1980), türkische Pianistin
- Seda Türkmen (* 1987), türkische Schauspielerin

### Künstlername
- Seda Sayan (* 1962), türkische Sängerin und Schauspielerin